# Ferdinand Tutenberg

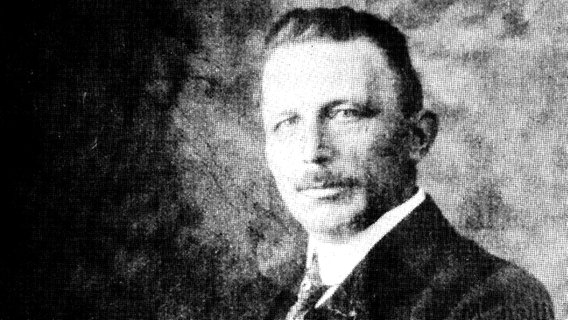
Porträt von Ferdinand Tutenberg, etwa 1913

Ferdinand Tutenberg (* 27. Mai 1874 in Braunschweig; † 12. März 1956 in Oberursel) war ein deutscher Gartengestalter und Gartendirektor. Sein Hauptwerk ist der Volkspark in Hamburg-Altona.

## Leben
Der Sohn des Kunst- und Handelsgärtners Fritz Tutenberg absolvierte 1888–1892 eine Lehre in einer Handelsgärtnerei in Braunschweig. Bis 1899 arbeitete er als Gehilfe unter anderem in Salzuflen, Dortmund und Düsseldorf. Nach seinem Militärdienst in Straßburg wurde er Gehilfe in Zweibrücken; es folgten zwei Jahre als Obergehilfe in den Königlichen Garten in Herrenhausen bei Hannover. Anschließend war er in Stuttgart und Oberursel tätig, ab 1899 als Gartentechniker in Mainz, wo er eine erste Auszeichnung für einen Gartenentwurf im Rahmen der Allgemeinen Deutschen Gartenbauausstellung erhielt.
Im April 1905 nahm Tutenberg in Offenbach am Main die Stellung eines Stadtgärtners ein und baute eine nicht vorhandene Gartenverwaltung und eine Stadtgärtnerei auf. Als solcher bewährte er sich bei der Umgestaltung des Dreieich-Parks und, nachdem er 1909 an der Höheren Gärtner-Lehranstalt in Köstritz die Gartenarchitekturprüfung mit der Note „sehr gut“ abgelegt hatte, 1911 bei der Anlegung des heutigen Leonhard-Eißnert-Parks; im Mai 1911 wechselte er als Garteninspektor nach Bochum, wo er um 1905 für die Planungen der zweiten Erweiterung des Stadtparks Bochum verantwortlich war.

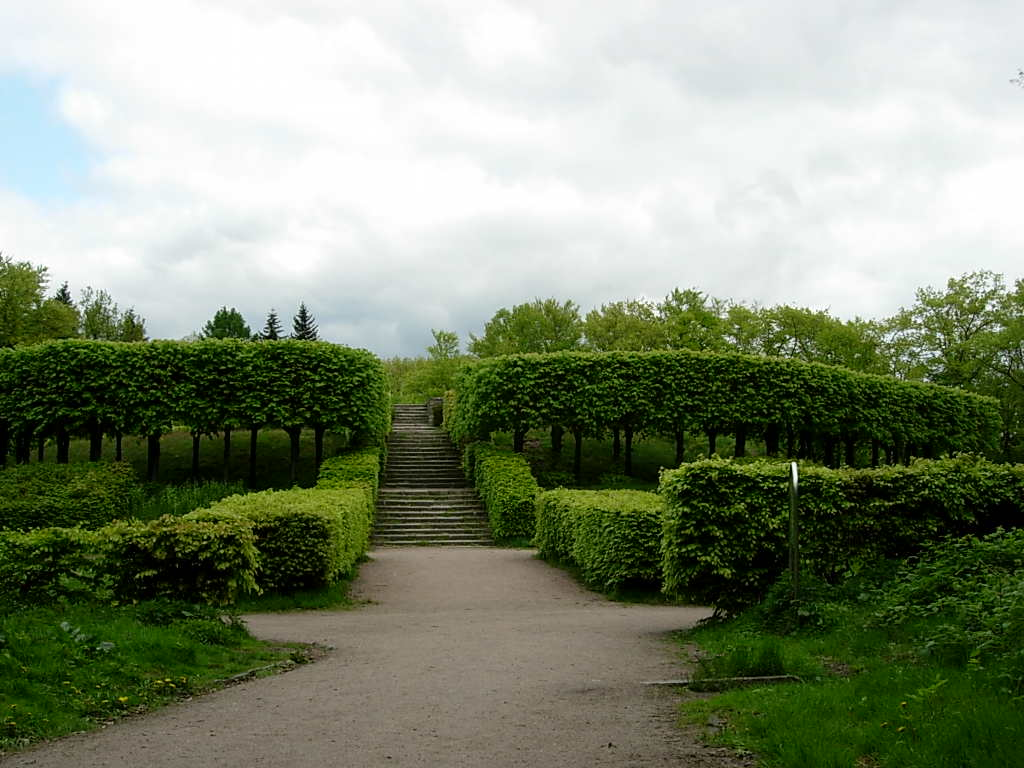
Der Tutenberg im Altonaer Volkspark

Am 1. April 1913 wurde Tutenberg als Nachfolger von Wilhelm Holtz (1846–1912) Gartendirektor in der  Stadt Altona, um anlässlich des 250-jährigen Stadtjubiläums (1914) die Deutsche Gartenbauausstellung zu organisieren. Gleichzeitig begann er mit der Planung des Altonaer Volksparks, heute mit 115 Hektar die größte öffentliche Grünanlage in Hamburg. Die Bauausführung erfolgte in drei Abschnitten; kurz vor Kriegsausbruch wurde mit den Arbeiten am 14 Hektar umfassenden Hauptteil des Parks begonnen, der im Sommer 1915 der Öffentlichkeit übergeben wurde. Trotz einer zweieinhalbjährigen Unterbrechung konnten 1920 weitere Teile eröffnet werden.
Der neben dem Volkspark gelegene Friedhof Altona wurde ebenfalls maßgeblich von Tutenberg geplant. Der ca. 63 Hektar große Friedhof wurde nach mehrjähriger Planung am 1. November 1923 eröffnet. In Hamburg-Ottensen schuf er den Rathenaupark.
Tutenberg verknüpfte in seinen Gartengestaltungen Gesichtspunkte der Freizeitgestaltung und Volksgesundheit mit einer ideologischen Aufwertung der Natur („Waldpark“) und folgte damit der zeitgenössischen Auffassung großer Parkneuschöpfungen. Der schlechten soziale Lage, insbesondere den beengten Wohnverhältnissen breiter Bevölkerungsschichten sollte durch Schaffung neuartiger Grünanlagen, die Spiel und Sport ermöglichten, entgegengewirkt werden. Ästhetische Aspekte traten dabei, ähnlich wie bei Leberecht Migge, zurück; geometrische Elemente, wie sie im Kunstpark des frühen 20. Jahrhunderts noch verbreitet waren, lehnte Tutenberg entschieden ab. In seinem Konzept sollten die jeweiligen naturlandschaftlichen Gegebenheiten und die vorgefundenen Materialien für die Gestaltung von Grünanlagen ausschlaggebend sein.

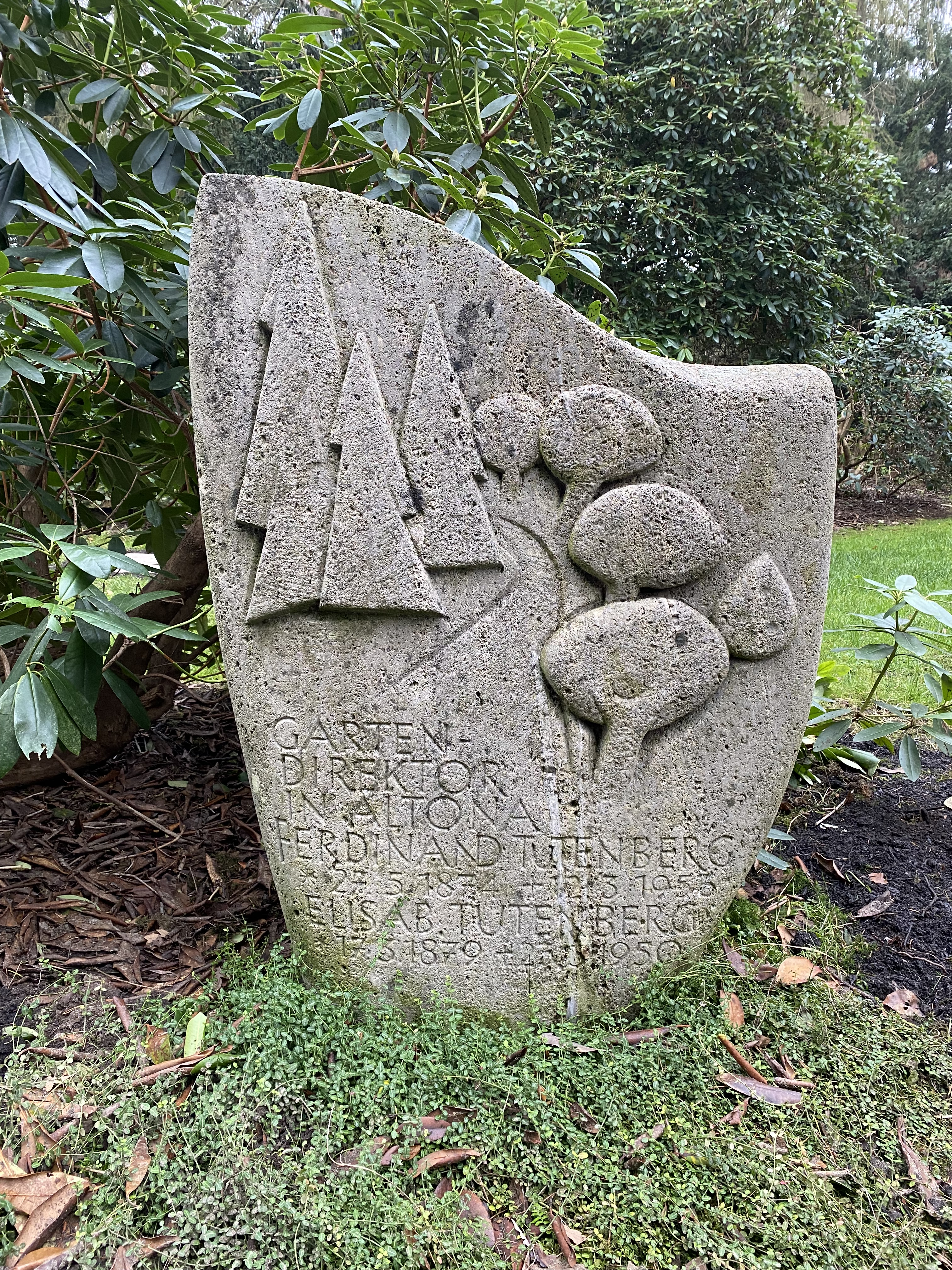
Grabstätte auf dem Friedhof Altona

Seine gestalterischen Intentionen deckten sich mit den sozialpolitischen und stadtplanerischen Zielen der Oberbürgermeister Bernhard Schnackenburg und Max Brauer sowie der Bausenatoren Friedrich Sylvester und Gustav Oelsner (letzterer wie Brauer ab 1924 im Amt). Bis 1933 blieb neben der Verwirklichung der „grünen Ringe“ Altonas und der Elbufergestaltung die Realisierung zahlreicher Details im Volkspark Tutenbergs Hauptaufgabe.
Die nationalsozialistische „Machtergreifung“ machte neue Vorgaben für Zweck und Gestaltung von Grünanlagen; ab 1934 sollte der Volkspark verstärkt forstwirtschaftlich genutzt werden. Auseinandersetzungen mit seinen neuen Vorgesetzten verschlechterten Tutenbergs Gesundheitszustand; 1934, nach anderen Quellen erst 1937, wurde er in den Ruhestand versetzt.
Tutenberg zog sich nach Südhessen zurück, über sein weiteres Lebens ist wenig bekannt. Sein 1902 in Mainz geborener Sohn Fritz promovierte 1927 in Kiel in Musikwissenschaft und war als Opernregisseur am Hamburger und am Altonaer Stadttheater tätig, bis er im Herbst 1933 als Oberspielleiter an das Opernhaus Chemnitz wechselte. Eine späte Anerkennung erfuhr Ferdinand Tutenbergs Hauptwerk: Der Altonaer Volkspark wurde 2002 unter Denkmalschutz gestellt; ein künstlicher Bergkegel darin wird im Volksmund „Tutenberg“ genannt.
Tutenberg wurde auf dem von ihm geplanten Friedhof Altona in der Nähe des Grabes von Bernhard Schnackenburg beigesetzt.

## Schriften
- F. Tutenberg, der Organisator der Dritten deutschen Gartenbauwoche und Gartenbauausstellung in Altona, in: Möller's Deutsche Gärtner-Zeitung, Ludwig Möller, Erfurt, 29. Jg., Heft 26, 1914, S. 309